# Princess Principal
《Princess Principal》（日语：プリンセス・プリンシパル）是一部由Studio 3Hz及Actas聯合製作的原創動畫，於2017年7月9日首播。另外，以動畫為題的手機遊戲《Princess Principal: GAME OF MISSION》亦同時展開，預定於同年6月開始進行事前登錄（已於2018年12月28日15點閉服）。2018年4月29日，官方宣布製作動畫續篇，預計總共六章，第一章原定於2020年4月10日發表，但由於2019冠狀病毒病疫情流行而被推遲至於2021年2月11日發表。

## 故事簡介
19世紀末，阿爾比昂王國控制一種名為“Cavorite”的物質而成為世界強國。但因為貧富懸殊問題，導致基層市民爆發革命，爆發後不久，首都倫敦被巨大的牆壁斷開以致東西分隔。
而在倫敦內，有五位少女就讀於一所傳統與禮儀的名門學校·梅菲爾女王學校。她們偽裝成一般的女高中生，並在這個城市內展開間諜活動。
少女們活用各自的能力，在影之世界來回飛奔。

## 登場人物
安潔·勒卡雷/夏洛特公主（聲：今村彩夏→古賀葵（Crown Handler））
有著高明手腕的天才間諜，且配有高階武器「C球」可短暫的使周圍重力失效。本身也保留小時候學會的禮儀技巧和琴藝，對棋藝和作為皇族、間諜應有的知識則是越來越強。表面沈默寡言、性格冷淡，實際對特定人事相當溫柔和照顧。經常會說出離奇的謊言或自稱來自黑蜥蜴星球的故事而讓周圍陷入困惑之中。在幼年革命爆發前意外和模樣相似的小偷交換身分而改變人生。曾表示討厭「公主」，實為討厭昔日過於沉重的公主身份所帶來的壓力，小時候曾想過投井自殺，但因扒手安潔的到來為她毫無自由的人生帶來光彩。視偷偷地從城堡圍牆扒入來的安潔為天使，關係比親人更親密的姊妹。曾因交換身份而見識到貧民生活的困苦而與扒手安潔約定要決心改變國家。不期待重新成為公主或擔任間諜為共和國效力的生活，只想珍惜和保護與扒手安潔（後來的公主）一起的時光。
原身分是阿爾比昂王國的公主，是現任女王的孫女之一，私下被公主（扒手安潔）稱作夏洛特，為原公主本名。在革命後，為了生存及拯救倫敦圍牆另一面的安潔（後來的公主）而加入共和國情報組織，謊稱自己因雙親在革命中被殺而成為孤兒(實際上，她真正的父母確實死於革命軍手上)。受命令偽裝成為與原來髮色不同的高中生，以來自殖民地、取得優秀成績的平民身份入讀皇家學院，趁機殺掉公主，並取代對方成為公主。然而間諜安潔希望對方與自己一起逃命，但被公主（過去的扒手安潔）拒絕，以加入間諜團體為由向組織請求取消暗殺計劃，並被請求幫助她成為女王，推翻倫敦圍牆。儘管答應其請求，但也表示必要時會暫時或永久成為其替身，即回復公主的身份，保障其人身安危及自由。因為間諜安潔（真正的夏洛特公主）一直對於代替她成為公主、背負各種禮儀的學習和責任的扒手安潔心感內疚。在團隊中多為任務的前線執行人。
儘管討厭公主的身份和生活，但是心底還是關心至親和過去照顧者們的情況，對皇宮及女王還是有所懷念。眉目和已逝世的母親（王子妃、公爵夫人）非常相似，本身的性格和瑪麗公主相似（同樣被沉重的身份壓迫過活，並不能像扒手安潔般以笑容偽裝掩飾過去）。
夏洛特公主/安潔（聲：關根明良）
表面身份為阿爾比昂王國的公主，第4順位繼承人（女王的子女大部分已經在革命中離世，以致僅為孫輩的繼承人排名皆有所提升）。因排名靠後而被稱為沒有政治權力的「空氣公主」。在國民之間很受歡迎，笑容滿面的親切態度（剛好和不愛笑真正的夏洛特公主完全相反）使她也受到女王的寵愛，以致對方拒絕用他國聯姻的方式犧牲她的幸福。
原身分是阿爾比昂王國的扒手安潔，在幼年革命爆發前意外和模樣相似的夏洛特公主（後來的間諜安潔）交換身分而改變人生，但在私底下卻甚少被間諜安潔（真正的夏洛特公主）稱為「安潔」，因為間諜安潔認為對方早已超越自己，是受人敬重的「公主」，加上不想被他人發現秘密而拒絕以原名稱呼，所以人前人後皆尊稱對方為Princess。儘管長大後的行為姿態已經符合公主的身份，但仍保留小時候的扒手技能。為了能與安潔永久重聚，替她實現改變國家的夢想，決心代替她成為女王（甚至是最後一任、可能會成為王權破滅的犧牲品而送上斷頭台的女王），拆掉分隔兩人的倫敦圍牆（實際上最期待的是拆掉安潔的心牆）。為人善良、體恤百姓的行為準則是源於過去救了身為扒手的自己的夏洛特公主（後來的間諜安潔），也因她孤兒出身而真正理解社會問題所在。基於多年扮演公主的角色，早就將皇室成員和侍從們視為至親，但諾曼第公爵和理察王子是少數的例外。
在團隊中多為擔任精神領袖及為間諜們在王國中疏通身份。曾經為了安潔能達成替換任務而擅自偽裝成對方，但因不熟悉間諜技能而被識破身份，最終及時被安潔等人所救。
多蘿西·馬克文/黛西·馬克文（聲：大地葉）
原名為黛西，安潔的搭檔，同為共和國的間諜和訓練所的同學，也是公主的盟友，比安潔更早以出身中產階級的平民潛入皇家學院。因擅長汽車駕駛技術，在團隊中多擔任駕駛員和指揮官，負責和7聯絡。射擊水準頗高。非常擅長色誘，但其實意外地純情。喜歡飲酒，不懂得吸煙。雖然實際年齡已經20歲，但是因任務的關係而不得打扮成高中生。有一位因革命而失散多年、患有殘疾的父親丹尼，小時候常常酒醉後虐待她，但也疼愛她，再怎樣為錢艱難亦沒有出賣她。稱其父親在因意外患有殘疾之前是一位十分優秀的父親。而後來在太平間執行任務時重遇對方。其母親多蘿西年輕時的長相與其相似，但在父親因蒸氣工廠意外而失去一隻手時，就拋夫棄女，名字則被她取去作為間諜時使用。心情好時會哼兒時其父親常唱給她聽的歌。
貝翠絲（聲：影山燈）
經常侍奉在公主左右的下級貴族少女。小時候被對機械狂熱的男爵父親下手當實驗品，裝上了機械喉嚨，因此擁有模仿各種聲線的能力。
受到公主的拯救，因此打從心底敬愛著公主。起初對安潔的間諜身份、來歷、目的感到懷疑及不相任，但因安潔不顧一切、只為公主的行事準則與自己相似而感動，並答應加入公主與安潔的同盟。
藤堂千世（聲：古木望）
留學阿爾比昂王國的日本人，是個左撇子。雖然個子矮小，但有著超越其父親十兵衞的達人級水準的劍術，能擋子彈，也擅長使用暗器及手槍，聲稱因興趣關係而練習劍術。在體術方面，與使用C球時的安潔不分上下。不習慣西洋文化。雖然父親是幕府的支持者（佐幕派），但她是效忠天皇的一方（倒幕派），也因此在護衞外交特使堀河公的任務中把視為叛黨的父親殺死。然而，她也為此而傷心流淚。
来到阿尔比昂留学的目的是為堀河公監視和報告阿爾比昂王國的局勢，看王国或共和国哪一方值得信赖。暫時與公主一方結盟，加入成為共和國間諜的助力。目前入讀皇家學院，與貝翠絲是室友。不太喜歡阿爾比昂王國的飲食。
莉莉（聲：鬼頭明里）
王國大法官的女兒，與夏洛特公主等人同年級。個性傲慢貴族派頭十足，身後總會有兩個跟班。也是諾曼第公爵的協助者，通過在房間的秘密電話隨時向公爵報告公主的近況。
班長（聲：大橋彩香）
曾經和安潔、多蘿西同為共和國間諜訓練所的同學，並在畢業試煉中分在一組行動。在訓練所的眾多學員裡綜合能力僅次於安潔，而在精神抗壓方面卻不及多蘿西。「班長」只是多蘿西替她取的外號，並非本名或代號，因為她處事方式及對己對人的要求非常高，仿佛是訓練所的班長般存在。
畢業後完成了多項出色的任務，但染上了毒癮，後被諾曼第公爵策反，成為了“雙重間諜”。被組織懷疑後派安潔與多蘿西對其展開調查，當她意識到自己已經暴露時企圖逃走，被多蘿西追至，於絕望下坦白自己一直傾慕的對象就是多蘿西後便舉槍自盡。
L（聲：菅生隆之）
共和國情報組織的領導者，安潔和多蘿西的上司。老謀深算，警惕性極強。為保障已深入王國的間諜們不被夏洛特公主揭穿及因違反停戰條約而引起戰爭，答應與公主合作，組成Principal 小隊，並助她成為下任女王，但實際上懷疑公主有可能是雙重間諜，並不完全相信對方。
文官政府派系。軍方奪權後曾一度被調離，後在暗殺女王失敗一事後，在7和多蘿西等人的幫助下重新回到領導者之位，也不追究Principal 小隊違反將軍命令的失職處分。在梅阿麗公主引渡至共和國一事失敗後，開始懷疑Principal 小隊是雙重間諜。
7（聲：澤城美雪）
Control分析官，L的女助手和支持者。
大佐
Control的軍方代表。對間諜報以輕視。
澤爾達（聲：園崎未惠）
共和國軍方派系。受“將軍”的指派接替多蘿西擔任Principal 小隊指揮官，全權執行「調包計劃」和暗殺女王的任務。腹黑狡詐，具有極其敏銳的觀察力和強大的心理素質，在公主假扮成安潔時也能通過細微的差別判斷出真假，與千世也有一戰的能力。在暗殺女王的行動中，控制了公主和政變軍官，企圖使大廳的天花板墜落幹掉女王在內的全部要員，令王國內亂。被安潔、千世等人及時阻止後，使用「C球」全身而退。
諾曼第大公（聲：土師孝也）
阿爾比昂王國公爵，擔任内務卿一職。王國情治機構的最高指揮官，對諜報、治安和警察事務有著很大的影響力，也是女王的左右手。Control的頭號敵人。本名為威爾，女王的兒子，但繼承排名在兄姊們的子女後面。
野心極大，善於弄權，重視王國安隱，貴族主義者。與夏洛特公主、皇儲等王位繼承人是叔姪關係，忌憚著公主的民望，視她為眼中釘。曾企圖以他國聯姻的外交方式來削弱公主的權力。在暗殺女王失敗一事中，得知敵方有一位能喬裝成公主的間諜，也從取得部份證物中發現王族徵章的帽子，明白夏洛特公主或其假扮者有份參與其中。後來察覺眾繼承人的私下行動而設局一網打盡，已經明言放棄扶持梅阿麗，以principle 小隊成員的性命威脅，打算操控夏洛特和小隊為雙重間諜和未來女王，而得到共和國的情報和掌握國家的所有權力。
加塞尔（聲：飯田友子）
諾曼第公爵的女秘書兼特工，出身殖民地的黑人。情報專家，也是一位擅長使用投擲兵器的暗殺高手。為了毀滅証據而殺死多蘿西的父親丹尼。記性很好，以致多蘿西及安潔在假扮侍女潛入皇宮時都避開其視線。
温斯特（聲：飛田展男）
皇室侍從長，私底下是共和國Control和理察王子的雙重間諜，代號為「主教」。利用女王公開演講的稿子、報紙廣告和舊書排列，傳遞訊息。
十分照顧小時候的夏洛特公主，在意外見到間諜安潔時，輕易識破她和扒手安潔自小互換身份長達10年的事實（但他也在親眼見到間諜安潔後，才確認兩人的真實身份）。然而，温斯特本身都是自身難保的情況下，和間諜安潔達成交易，以逃亡路線交換保密的承諾，並表示自己對侍奉過的兩位真假公主和女皇皆為真誠。温斯特在被理察王子的殺手滅口後，臨死前警告安潔(真公主)間諜的末路不外如此，希望她能盡早抽身離去。
愛德華（聲：丹澤晃之）
阿爾比恩王國王位繼承權第一位的王子，王儲(皇太子)，女王的長孫。作為第一王子有很強的責任感，每天都做好了為王國犧牲的準備，他與諾曼第公爵關係較為親密。後被理察的手下暗殺身亡，因而揭開王位繼承權爭奪戰的序幕。
梅阿麗（聲：遠藤璃菜）
阿爾比恩王國王位繼承權第二位的公主。雖然是年幼的少女，但為了完成王族的責任和義務，每天勤於公務和學習。和夏洛特(曾經的小偷安潔)關係很好，對方也常常在她身上看到年幼夏洛特(現在的間諜安潔)的影子。
在皇儲身亡後，成為第一繼承人，但懦弱的性格和年齡差使她遠比另外2位擁有其他秘密勢力支持、民望極高的繼承人劣勢，依賴女王和諾曼第公爵等「保皇黨」勢力保護。後來再次遭到理察設計的暗殺行動而受傷。經此一役後，接受夏洛特的提議和principle小隊的幫助，打算放棄王位繼承權，流亡至共和國接受政治庇護和揭發理察的暗殺行動，並期望夏洛特在未來接下王位改變國家。然而，由於諾曼第公爵察覺眾繼承人們的私下行動而設局一網打盡，以致功虧一盡。最終夏洛特向女王請下，被送入修道院接受宗教庇護。
理察（聲：興津和幸）
阿爾比恩王國王位繼承權第三位的王子，阿卡姆公爵。擔任過新大陸的總督，擁有自己建立的軍隊和秘密黨派。表面上性格開朗、喜歡花哨，十分受國內女性的歡迎，但內藏對王位的執著。
時隔5年凱旋回到了王國，在巡遊中遭到不明殺手(實際上為殺害「主教」温斯特的兇手，來自新大陸的槍手)槍擊，在搶救後挽回一命。後證實暗殺行動是他自編自導自演，目的是為了在之後皇儲暗殺事件中脱罪。野心勃勃，想排除異己，登上皇位以實施改革，厭惡以諾曼第公爵為首的「保皇黨」，認為他們和圍牆都是必須清除的存在。
本來企圖把梅阿麗和多國政要暗殺及引發戰爭，但在Principal小隊的努力下失敗。在女皇房外為皇儲之死偷笑時被夏洛特(小偷安潔)發現，威脅她與自己合作，並表示她是自己在眾王族成員中最欣賞的人。後來因多次暗中指使黨派排除諾曼第公爵的權力和暗殺梅阿麗的計劃，被諾曼第公爵找到證據捉拿歸案，喪失王族身份及王位繼承權。後來在同黨的幫忙下逃獄及發動革命。

## 製作人員
- 監督：橘正紀
- 系列構成、劇本：大河內一樓
- 角色原案：黑星紅白
- 角色設計、總作畫監督：秋谷有紀惠
- 總作畫監督：西尾公伯
- 概念設計：六七質
- 機械設計：片貝文洋
- 考證：白土晴一
- 設定協力：速水螺旋人
- 道具設計：秋月亮
- 音樂：梶浦由記
- 音響監督：岩浪美和
- 美術監督：池信孝
- 美術設定：大原盛仁、谷內優穗
- 色彩設計：津守裕子
- HOA (Head of 3D Animation)：Tri-Slash
- 圖形美術：荒木宏文
- 攝影監督：若林優
- 編輯：定松剛
- 動畫製作：Studio 3Hz、Actas

## 主題曲
片頭曲「The Other Side of the Wall」
作詞：Konnie Aoki，作曲・編曲：高橋諒，主唱：Void_Chords feat.MARU
片尾曲「A Page of My Story」
作詞：Konnie Aoki，作曲、編曲：高橋諒，主唱：安潔（今村彩夏）、夏洛特公主（關根明良）、多蘿西（大地葉）、貝翠絲（影山燈）、千世（古木望）

## 各話列表
| 話數 | BD/DVD收錄順序 | 原文標題                      | 中文標題                 | 劇本       | 分鏡     | 演出                | 作畫監督                                                                    |
| ---- | -------------- | ----------------------------- | ------------------------ | ---------- | -------- | ------------------- | --------------------------------------------------------------------------- |
| #01  | #01            | case13 Wired Liar             | 案件13 怪異的撒谎者      | 大河內一樓 | 橘正紀   | 江副仁美            | 寺尾憲治                                                                    |
| #02  | #02            | case1 Dancy Conspiracy        | 案件1 飛舞的陰謀         | 大河內一樓 | 誌村宏明 | 伊部勇志            | 大高雄太、金丸綾子 青木昭仁                                                 |
| #03  | #03            | case2 Vice Voice              | 案件2 第二道聲音         | 大河內一樓 | 島津裕行 | 博史池畠            | 服部聰志                                                                    |
| #04  | #04            | case9 Roaming Pigeons         | 案件9 漫遊之鴿           | 大河內一樓 | 迫井政行 | 山下英美            | 飯田剛志                                                                    |
| #05  | #05            | case7 Bullet & Blade's Ballad | 案件7 子彈與利刃的敘事詩 | 大河內一樓 | 江畑諒真 | 間島崇寬            | 江畑諒真                                                                    |
| #06  | #07            | ccase18 Rouge Morgue          | 案件18 胭脂停屍間        | 大河內一樓 | 橘正紀   | 大森祐紀            | 高橋、金丸綾子                                                              |
| #07  | #06            | case16 Loudly Laundry         | 案件16 喧囂洗滌房        | 大河內一樓 | 內藤明吾 | 工藤寬顯            | 小島惠理                                                                    |
| #08  | #09            | case20 Ripper Dipper          | 案件20 了不起的小偷      | 大河內一樓 | 迫井政行 | 迫井政行            | 鶴窪久子、飯田剛士 金丸綾子、小堺能夫 小松香苗                              |
| #09  | #08            | case11 Pell-mell Duel         | 案件11 紛亂決鬥          | 大河內一樓 | 入江泰浩 | 高田淳              | 田中克憲、逵村六 小倉典子、實原登 內原茂、櫻井木之實 澤木巳登理、小笠原理惠 |
| #10  | #10            | case22 Comfort Comrade        | 案件22 溫柔的戰友        | 大河內一樓 | 內藤明吾 | 黑部萬太郎 鈴木拓磨 | 坂井翔太、松尾亞希子 新井博慧、鶴窪久子 飯田剛士、小堺能夫 金丸綾子         |
| #11  | #11            | case23 Humble Double          | 案件23 巧勝分身          | 檜垣亮     | 佐野隆史 | 加藤顯 石倉賢一     | 北條真純、大高雄太 實原登、田中克憲 櫻井拓郎                                |
| #12  | #12            | case24 Fall of the Wall       | 案件24 高牆的崩落        | 檜垣亮     | 內藤明吾 | 橘正紀              | 小島惠理、田中克憲 逵村六、實原登 大高雄太、王國年 秋谷有紀惠、飯田剛士     |

## 播放电视台
日本深夜動畫：下文記載的日本国内播放時間使用日本標準時間（UTC+9）表示。因為部分時間标识會採用30小时制，因此請留意这类超过24:00的时间，其實際播放時間為翌日清晨。
| 播放日期               | 播放时间（UTC+9）    | 播放电视台     |
| ---------------------- | -------------------- | -------------- |
| 2017年7月9日 - 9月24日 | 星期日 23:00 - 23:30 | 東京都會電視台 |
| 2017年7月9日 - 9月24日 | 星期日 23:30 - 24:00 | 京都放送       |
| 2017年7月9日 - 9月24日 | 星期日 25:00 - 25:30 | SUN电视台      |
| 2017年7月11日 -        | 星期二 24:30 - 25:00 | 日本BS放送     |
| 2017年7月14日 -        | 星期五 20:00 - 20:30 | AT-X           |

### BD
| 卷數 | 發售日期       | 收錄話數             | 規格編號 |
| ---- | -------------- | -------------------- | -------- |
| 1    | 2017年9月27日  | 第1話、第2話、SP01   | BCXA1262 |
| 2    | 2017年10月27日 | 第3話、第4話、SP02   | BCXA1263 |
| 3    | 2017年11月24日 | 第5話、第6話、SP03   | BCXA1264 |
| 4    | 2017年12月22日 | 第7話、第8話、SP04   | BCXA1265 |
| 5    | 2018年1月26日  | 第9話、第10話、SP05  | BCXA1266 |
| 6    | 2018年2月23日  | 第11話、第12話、SP06 | BCXA1267 |

## 劇場版
標題是《Princess Principal Crown Handler》（日语：プリンセス·プリンシパル Crown Handler）。2018年4月29日，宣布將在劇院上映全六章的續集（此刻定於2019年發表）。2019年9月29日，電視動畫的第12集的重播後，電影版的標題和第1章的發布日期公佈。由於安潔的聲優今村彩夏已引退而由古賀葵接替，並對部分成員進行變更。
第一章於2021年2月11日發表，原定於2020年4月10日發表，但由於新型冠狀病毒疫情流行而被推遲。

#### 製作人員
- 監督：橘正紀
- 系列構成、劇本：木村暢
- 角色原案：黑星紅白
- 角色設計：秋穀有紀惠、西尾公伯
- 總作畫監督：西尾公伯
- 概念設計：六七質
- 機械設計：片貝文洋
- 考證：白土晴一
- 設定協力：速水螺旋人
- 道具設計：秋月亮
- 音樂：梶浦由記
- 音響監督：岩浪美和
- 美術監督：杉浦美穗
- 美術設定：大原盛仁、谷內優穗、谷口ごー、實原登
- 色彩設計：津守裕子
- HOA (Head of 3D Animation)：Tri-Slash
- 圖形藝術：荒木宏文
- 攝影監督：若林優
- 編輯：定松剛
- 動畫製作：Actas
- 影片發行：Showgate

### 主題歌（劇場版）
片頭曲「LIES & TIES」
Void_Chords feat. Yui Mugino,作詞：Konnie Aoki、作曲・編曲：高橋諒
片尾曲「Nowhere Land」
安潔（古賀葵）、夏洛特公主（關根明良）、多蘿西（大地葉）、貝翠絲（影山灯）、千世（古木望）。作詞：Konnie Aoki、作曲・編曲：高橋諒
第二章插入曲 「fairy game」
FictionJunction feat. shuri,作詞・作曲・編曲：梶浦由記

#### 各話列表（劇場版）
| 話數  | 分鏡             | 演出     | 作畫監督                          | 機械作畫監督 |
| ----- | ---------------- | -------- | --------------------------------- | ------------ |
| 第1章 | 橘正紀           | 高田淳   | 王國年 小島繪里 田中克憲          | 片貝文洋     |
| 第2章 | 高田淳、橘正紀   | 工藤寬顕 | 小島繪里 北條真純 王國年 田中克憲 | 片貝文洋     |
| 第3章 | 橘正紀、下田正美 | 工藤寬顕 | 王國年 檜垣彰子 小島繪里          | 片貝文洋     |

## 外部連結
- 《Princess Principal》電視動畫官網（日語）
- Princess Principal 電視動畫官方的X（前Twitter）（日語）